# كلية عجلون الجامعية
تأسست الكلية عام 1964 باسم معهد معلمات عجلون كانت تابعة لوزارة التربية والتعليم وفي عام 1980 تحولت إلى كلية مجتمع متوسطة (كلية مجتمع بنات عجلون) وفي عام 1985 أصبحت الكلية تابعة لوزارة التعليم العالي أما في عام 1997 أصبحت الكلية تابعة لجامعة البلقاء التطبيقية تحت اسم (كلية عجلون الجامعية)، وذلك إثر صدور الإرادة الملكية السامية بإنشاء جامعة البلقاء التطبيقية، وفي عام 2011 تم تحويل كلية عجلون الجامعية من كلية بنات إلى كلية جامعية مختلطة.

## برامج الكلية
وتسعى الكلية لأن تصبح برامجها موائمة لمتطلبات العصر، وتحقيقا لهذه الرسالة والرؤية، واستكمالا لتخريج كوادر مؤهلة من الطلبة في المجالات التطبيقية الملائمة لسوق العمل، فقد استحدثت الكلية برنامج الدبلوم في التمريض المشارك 2001/2002.
واستحدثت الكلية في عام 2011م ثلاثة تخصصات لمرحلة البكالوريوس وهي تخصص اللغة العربية وتخصص الدراسات الإسلامية التطبيقية (خطابة وإمامة وتلاوة) وتخصص الإرشاد النفسي والتربوي.
واستحدثت الكلية في عام 2012م تخصصين لمرحلة البكالوريوس وهي الانحراف والجريمة وتخصص الرياضيات.
وتمنح الكلية درجة البكالوريوس في تخصصات علم الحاسوب، الخدمة الاجتماعية، تربية الطفل، التربية الخاصة، لغة إنجليزية، دراسات اسلامية تطبيقية، ولغة عربية، وتخصص الانحراف والجريمة والرياضيات ودرجة الدبلوم في الخدمة الاجتماعية، تربية الطفل، الإدارة السياحية، المحاسبة، إدارة الأعمال، نظم معلومات إدارية الاقتصاد المنزلي، الأزياء وتكنولوجيا الألبسة، تكنولوجيا المعلومات، تخصص التمريض المشارك، والدبلوم العالي في التربية.
واستقبلت الكلية عام 1964 لـ(44) طالبة بينما بلغ عدد الطلاب عام 2012 (2400) طالب وطالبة.

## أهداف الكلية
تهدف الكلية إلى إعداد خريجات متدربات في مختلف التخصصات الأكاديمية التجارية والاجتماعية وتكنولوجيا المعلومات واعداد معلمات لمستوى مرحلة الروضة والمرحلة الابتدائية، واعداد فنيات ومعلمات في مجال الحاسوب ومجال الازياء.
كما تهدف إلى التواصل مع مؤسسات المجتمع المحلي وذلك انسجاما مع فلسفة جامعة البلقاء التطبيقية التي تدعوا إلى الانفتاح على المجتمع المحلي من اجل ربط العملية التعليمية باحتياجات سوق العمل.

## نشاطات الكلية
تحرص كلية عجلون الجامعية على المشاركة في المناسبات القومية والوطنية والدينية وعقد الدورات التي تهدف إلى رفع المستوى الوظيفي لأعضاء الهيئتين التدريسية والإدارية كما وتحرص على التفاعل مع المجتمع المحلي من خلال قسم العلاقات العامة والاعلام والنشاطات وقسم التخطيط والتعليم المستمر والجمعية الطلابية، وبعض التخصصات الأكاديمية في إقامة النشاطات التي تهدف إلى توعية وتثقيف الطالبات في مجالات متعددة من خلال وضع خطة شاملة لتفعيل هذه النشاطات التي يمكن المشاركة فيها.